# Пам'ятки історії Глухівського району
У Глухівському районі Сумської області на обліку перебуває 72 пам'ятки історії.
| №  | Назва | Охоронний номер | Місце                                                           |
| -- | --- | --------------- | --------------------------------------------------------------- |
| 1  | Братська могила радянських воїнів | 309             | с. Баничі, центр сільради, центр села                           |
| 2  | Братська могила партизанів | 1436            | с. Баничі, центр сільради, центр села, територія кар'єру        |
| 3  | Могила Антипенка М. І., який загинув у Афганістані                                                                                           |                 | с. Баничі, центр сільради, центр села, кладовище, вул. Леніна   |
| 4  | Братська могила радянських воїнів | 308             | с. Баранівка, Фотовизька сільрада, центр села                   |
| 5  | Братська могила радянських воїнів та пам'ятник воїнам-землякам                                                                               | 311             | с. Бачівськ, центр сільради, центр села                         |
| 6  | Могила Шумицького П. М. — радянського воїна                                                                                                  |                 | с. Бачівськ, центр сільради, кладовище                          |
| 7  | Братська могила радянських воїнів, серед яких похований Колісніченко С. К. — Герой Радянського Союзу та пам'ятник загиблим воїнам — землякам | 310             | с. Береза, центр сільради, центр села                           |
| 8  | Могила радянського воїна |                 | с. Береза, центр сільради, кладовище, вул. Ямпільський шлях     |
| 9  | Могила радянського воїна |                 | с. Береза, центр сільради, кладовище, вул. Перемоги             |
| 10 | Могила радянського воїна |                 | с. Береза, центр сільради, кладовище, вул. Леніна               |
| 11 | Братська могила радянських воїнів та пам'ятник воїнам-землякам                                                                               | 306             | с. Білокопитове, центр сільради, центр села                     |
| 12 | Могила радянського воїна |                 | с. Білокопитове, центр сільради, кладовище                      |
| 13 | Братська могила радянських воїнів | 307             | с. Будища, Баницька сільрада, південна околиця села, біля школи |
| 14 | Братська могила радянських воїнів | 312             | с. Вільна Слобода, центр сільради, центр села                   |
| 15 | Братська могила радянських воїнів | 313             | с. Годунівка, Привільська сільська рада, кладовище              |
| 16 | Братська могила радянських воїнів | 1441            | с. Горіле, центр сільради, центр села                           |
| 17 | Могила Ковалевського О. С. — партизана, який загинув під час Великої Вітчизняної війни                                                       |                 | с. Горіле, центр сільради, кладовище                            |
| 18 | Братська могила жертв фашизму | 1442            | с. Гута, Землянківська сільрада, центр                          |
| 19 | Братська могила радянських воїнів та пам'ятник воїнам-землякам                                                                               | 314             | с. Дунаєць, центр сільради, центр села                          |
| 20 | Могила радянського воїна | 1443            | с. Заруцьке, Білокопитівська сільрада, кладовище                |
| 21 | Братська могила радянських воїнів та партизанів                                                                                              | 315             | с. Землянка, центр сільради, центр села                         |
| 22 | Могила радянського воїна |                 | с. Іващенкове, центр сільради, кладовище                        |
| 23 | Братська могила радянських воїнів та пам'ятник воїнам-землякам                                                                               | 316             | с. Калюжне, Семенівська сільрада, центр села                    |
| 24 | Братська могила радянських воїнів |                 | с. Клочківка, Горілівська сільрада, кладовище                   |
| 25 | Братська могила радянських воїнів та пам'ятник воїнам-землякам                                                                               | 318             | с. Кореньок, Суходільська сільрада, центр села                  |
| 26 | Місце гибелі Колісниченка С. Т. — Героя Радянського Союзу                                                                                    | 1445            | с. Кривенкове, Іващенківська сільрада, в полі                   |
| 27 | Братська могила радянських воїнів та пам'ятник воїнам-землякам                                                                               | 317             | с. Кучерівка, центр сільради, центр села                        |
| 28 | Братська могила радянських воїнів |                 | с. Лужки, Червоненська селищна рада, центр села                 |
| 29 | Братська могила радянських воїнів | 319             | с. Некрасове, Семенівська сільрада, центр                       |
| 30 | Братська могила радянських воїнів та партизанів                                                                                              | 320             | с. Обложки, центр сільради, центр села                          |
| 31 | Братська могила радянських воїнів | 323             | с. Первомайське, центр сільради, центр села                     |
| 32 | Могила Вертюченка В. Ф. — підпільника |                 | с. Первомайське, центр сільради, центр села                     |
| 33 | Братська могила радянських воїнів та пам'ятник воїнам-землякам                                                                               | 322             | с. Перемога, центр сільради, центр села                         |
| 34 | Братська могила радянських воїнів | 321             | с. Полошки, центр сільради, центр села                          |
| 35 | Братська могила борців за встановлення радянської влади                                                                                      | 325             | с. Полошки, центр сільради, південно-східна околиця села        |
| 36 | Могила Свириденка М. М., який загинув у Афганістані                                                                                          |                 | с. Полошки, центр сільської ради, кладовище                     |
| 37 | Братська могила радянських воїнів | 326             | с. Привілля, центр сільради, центр села                         |
| 38 | Братська могила радянських воїнів |                 | с. Привілля, центр сільради, кладовище, вул. Радянська          |
| 39 | Могила Тюльпи І. І., який загинув у Афганістані                                                                                              |                 | с. Привілля, центр сільради, кладовище на хут. Москаленків      |
| 40 | Братська могила радянських воїнів та пам'ятник воїнам-землякам                                                                               | 324             | с. Пустогород, центр сільради, центр села                       |
| 41 | Братська могила радянських воїнів | 1452            | с. Пустогород, центр сільради, кладовище                        |
| 42 | Могила Ісачкіна М. В., який загинув під час колективізації                                                                                   | 1451            | с. Пустогород, центр сільради, вул. Ісачкіна                    |
| 43 | Братська могила радянських воїнів та пам'ятник воїнам-землякам                                                                               | 329             | с. Сваркове, центр сільради, центр села                         |
| 44 | Могила радянського воїна |                 | с. Сваркове, центр сільради, кладовище                          |
| 45 | Могила Баранова І. Д. — партизана |                 | с. Сваркове, центр сільради, центр села                         |
| 46 | Братська могила борців за встановлення радянської влади                                                                                      | 331             | с. Семенівка, центр сільради, центр                             |
| 47 | Братська могила радянських воїнів та пам'ятник воїнам-землякам                                                                               | 328             | с. Семенівка, центр сільради, центр села                        |
| 48 | Могила Мічуріна В. В., який загинув у Афганістані                                                                                            |                 | с. Семенівка, центр сільради, кладовище                         |
| 49 | Братська могила радянських воїнів та партизанів та пам'ятник воїнам-землякам                                                                 | 333             | с. Слоут, центр сільради, центр села                            |
| 50 | Могила Оничка М. О., який загинув у Афганістані                                                                                              |                 | с. Слоут, центр сільради, кладовище, вул. Миру                  |
| 51 | Могила Трибунського О. Є. — Героя Радянського Союзу                                                                                          |                 | с. Слоут, центр сільради, кладовище, вул. Першотравнева         |
| 52 | Місце формування Глухівського партизанського загону                                                                                          | 302             | с. Слоут, центр сільради, урочище Маріци                        |
| 53 | Братська могила радянських воїнів та пам'ятник воїнам-землякам, серед яких Мєшков І. А. — Герой Радянського Союзу                            | 335             | с. Сопич, центр сільради, центр села                            |
| 54 | Братська могила радянських воїнів та пам'ятник воїнам-землякам                                                                               | 334             | с. Соснівка, центр сільради, центр села                         |
| 55 | Могила Соловйова С. І. — підпільника |                 | с. Старикове, центр сільради, кладовище                         |
| 56 | Братська могила борців за встановлення радянської влади, серед яких похований Циганок В. О. — перший голова ревкому Глухівщини               | 345             | с. Студенок, центр сільради, центр села                         |
| 57 | Братська могила радянських воїнів | 330             | с. Студенок, центр сільради, центр села                         |
| 58 | Братська могила радянських воїнів та пам'ятник воїнам-землякам                                                                               | 327             | с. Суходіл, центр сільради, центр села                          |
| 59 | Братська могила радянських воїнів |                 | с. Суходіл, центр сільради, кладовище                           |
| 60 | Братська могила радянських воїнів |                 | с. Товстодубове, Бачівська сільрада, кладовище                  |
| 61 | Братська могила радянських воїнів | 332             | с. Уздиця, центр сільради, центр села                           |
| 62 | Братська могила жертв класової боротьби |                 | с. Уздиця, центр сільради, кладовище                            |
| 63 | Місце формування Шалигінського партизанського загону                                                                                         | 303             | с. Уздиця, центр сільради, урочище Негребівщина                 |
| 64 | Братська могила радянських воїнів | 337             | с. Фотовиж, центр сільради, центр села                          |
| 65 | Могила Гунар Г. Я. — партизанки |                 | с. Харківка, Кучерівська сільрада, кладовище                    |
| 66 | Братська могила радянських воїнів | 338             | с. Ходине, центр сільради, центр села                           |
| 67 | Братська могила радянських воїнів та партизанів                                                                                              | 339             | с. Червоне, центр селищної ради, центр                          |
| 68 | Братська могила жертв фашизму | 340             | с. Червоне, центр селищної ради, вул. 40 років Перемоги         |
| 69 | Братська могила радянських воїнів | 341             | с. Черневе, центр сільради, центр села                          |
| 70 | Братська могила радянських воїнів | 343             | смт Шалигине, центр селищної ради, центр селища                 |
| 71 | Братська могила радянських воїнів | 342             | с. Шевченкове, центр сільради, центр села                       |
| 72 | Братська могила жертв фашизму | 1905            | с. Шевченкове, центр сільради, урочище Матлах                   |